# Ellsworth (New Hampshire)
Ellsworth – miasto w Stanach Zjednoczonych, w stanie New Hampshire, w hrabstwie Grafton.
Ellsworth to jedyne miasto w New Hampshire, w którym do dziś obowiązuje prohibicja.